# 異動辞令は音楽隊!
『異動辞令は音楽隊!』（いどうじれいはおんがくたい）は、2022年8月26日に公開の日本映画。監督は内田英治、主演は阿部寛。
警察音楽隊を題材としており、愛知県警がYouTubeに投稿した警察音楽隊のフラッシュモブ映像から着想を得ている。

## あらすじ
地方都市の警察で、刑事畑30年のベテランである成瀬司は、捜査の為なら禁じられている暴力も振るう粗暴な男だった。この町では、独居老人を狙った強盗事件が頻発しており、成瀬は「刑事のカン」で、過去に取り逃した男が主犯だと確信していた。だが、暴力的な違法捜査に関する内部告発の文章が上層部に届き、成瀬は刑事部から警察音楽隊への異動を命じられた。音楽隊は、成瀬以外は交通課などの業務を兼任する署員ばかりで、演奏のレベルも意欲も低い集団だった。
ドラムを任せられたが、初めから協調する気は皆無の成瀬。だが、トランペット担当のシングルマザー来島春子からセッションの楽しさを教えられた成瀬は、他人との関わり方も身につけ始めた。ドラム練習を通じて、バンド活動をする娘の法子とも心が通い合う成瀬。
成瀬の部下だった若い刑事の坂本祥太は、成瀬が目を付けていたチンピラを問い詰め、強盗事件の主犯が、成瀬の追っていた男であることを突き止めた。その男はイベント会場に現れるというが、前歴のない男の人相を知っているのは成瀬だけだった。
イベント会場で、音楽隊のメンバーと共にピエロに扮して張り込む成瀬。主犯の男を逮捕した成瀬に、祥太は自分こそ告発文の主だと謝罪した。そんな祥太を許した成瀬は、音楽隊のメンバーと共に定期演奏会で見事な演奏を披露した。

## キャスト

### 主要人物
成瀬司（なるせ つかさ）
演 - 阿部寛
捜査一課の刑事だったが、コンプライアンスに反する行動を続けた結果、音楽隊への異動を命ぜられる。

### 警察音楽隊
来島春子（きしま はるこ）
演 - 清野菜名
交通課所属のトランペット奏者。
北村裕司（きたむら ゆうじ）
演 - 高杉真宙
自動車警ら隊所属のサックス奏者。
国沢正志（くにざわ ただし）
演 - 板橋駿谷
自動車警ら隊所属のチューバ奏者。
柏木美由紀（かしわぎ みゆき）
演 - モトーラ世理奈
県警本部会計課所属のカラーガードリーダー。
広岡達也（ひろおか たつや）
演 - 渋川清彦
交通機動隊所属で、成瀬の指導担当。パーカッション。
沢田高広（さわだ たかひろ）
演 - 酒向芳
警察音楽隊隊長兼指揮者。

### 捜査一課
坂本祥太（さかもと しょうた）
演 - 磯村勇斗
捜査第一課巡査部長。
井上涼平（いのうえ りょうへい）
演 - 六平直政
警部補主任。成瀬の同僚。
篠田誠（しのだ まこと）
演 - 岡部たかし
刑事部捜査一課長。
五十嵐和夫（いがらし かずお）
演 - 光石研
県警本部長。音楽隊の存在を良く思っていない。

### 成瀬の家族
成瀬法子（なるせ のりこ）
演 - 見上愛
成瀬の娘。
成瀬幸子（なるせ さちこ）
演 - 倍賞美津子
成瀬の母。

### その他
村田ハツ
演 - 長内美那子
音楽隊のファン。
西田優吾
演 - 高橋侃
アポ電強盗グループの一員。
謎の男
演 - 小沢仁志

## スタッフ
- 原案・脚本・監督：内田英治
- 主題歌：Official髭男dism「Choral A」（ポニーキャニオン）[8]
- 製作：依田巽、渡辺信也、藤野英人
- エグゼクティブプロデューサー：松下剛、刀根鉄太
- プロデューサー：横山和宏、楠智晴
- 音楽：小林洋平
- ラインプロデューサー：尾関玄
- 撮影：伊藤麻樹
- 照明：井上真吾
- 美術：我妻弘之
- 装飾：湯澤幸夫
- 録音・整音：伊藤裕規
- 衣装：川本誠子
- ヘアメイク：板垣実和、小泉尚子
- 小道具：吉田千里
- スクリプター：石川愛子
- 編集：岩切裕一
- 音響効果：大塚智子
- 助監督：松倉大夏
- 制作担当：中村元、三浦義信
- キャスティングディレクター：杉野剛
- 音楽プロデューサー：安田裕司
- 特別協賛：レオス・キャピタルワークス、ひふみ投信[9]
- 協賛：東海漬物、コロナワールド、クエストルーム[10]
- 撮影協力：豊橋市、豊川市、蒲郡市
- 音楽協力：ヤマハミュージックジャパン[11]
- 支援：ARTS for the future!
- 制作プロダクション：アークエンタテインメント
- 製作幹事・配給：ギャガ
- 製作：「異動辞令は音楽隊!」製作委員会（ギャガ、TBSテレビ、レオス・キャピタルワークス）

## テレビ放映
| 回数 | 放送局     | 放送枠             | 放送日        | 放送時間    | 放送分数 | 平均世帯 視聴率 | 備考         |
| ---- | ---------- | ------------------ | ------------- | ----------- | -------- | --------------- | ------------ |
| 1    | テレビ東京 | 午後のロードショー | 2025年1月28日 | 13:30-15:40 | 130分    | 2.6%            | 地上波初放送 |

- 地上波放送・関東地区のみ記載。
- 視聴率はビデオリサーチ調べ。関東地区でのデータ。